# Adenia sphaerocarpa
Adenia sphaerocarpa là một loài thực vật có hoa trong họ Lạc tiên. Loài này được Clavaud mô tả khoa học đầu tiên năm 1909.